# Srbska republika Krajina
Srbska republika Krajina (srbsko Република Српска Kрajинa, latinizirano: Republika Srpska Krajina, kratica RSK) je bila samooklicana država, ki je leta 1991 nastala z odcepitvijo t. i. srbskih avtonomnih oblasti (ozemelj) od Hrvaške. 
Imela je okoli 300.000 prebivalcev. Obsegala je okoli 17.000 kvadratnih kilometrov in je bila sestavljena iz dveh ločenih delov. Prvi, večji del, je obsegal ozemlje ob meji z Bosno in Hercegovino (14.500 kvadratnih kilometrov). Drugi, manjši, je obsegal ozemlje ob meji s Srbijo (2.500 kvadratnih kilometrov). Prvi del je obsegal del zahodne Slavonije, Banijo, Kordun, večji del Like in večji del severne Dalmacije. Drugi del je obsegal Baranjo, mesto Vukovar in zahodni Srem.  
Zahodna Slavonija je obsegala del zahodne Slavonije. Na jugu je mejila z reko Savo (meja z BiH). Zavzemala je polovico mesta Pakrac ter Okučane in Jasenovac. Središče je imela v Okučanih. Po njej je tekla geostrateško zelo pomembna avto-cesta Zagreb-Lipovac. Štela je okoli 25.000 prebivalcev. Med njimi so bili številni srbski begunci, ki so bili leta 1991 pregnani z ozemelj Moslavine, Podravine, Bilogore, Papuka in Požeške doline.
Banija je obsegala ozemlja srednjega Pokolpja in Zrinske gore (Šamarica). Obsegala je mesta, kot so Topusko, Glina, Petrinja, Kostajnica in Dubica. Na jugu je mejila z reko Uno in Cazinsko krajino (meja z BiH), na vzhodu z reko Savo, na severu z reko Kolpo in na zahodu s Kordunom. Njeno ozemlje je bilo 4-5 kilometrov oddaljeno od mesta Sisak. Štela je okoli 60.000 prebivalcev. Med njimi so bili številni srbski begunci, ki so bili pregnani iz Siska. 
Kordun je obsegal ozemlje osrednje Hrvaške, oziroma srednjega Pokolpja in Petrove gore z mesti Vojnić, Vrginmost in Slunj. Na jugu je mejil z Veliko Kladušo (meja z BiH), na severu s Kolpo in Karlovcem, na zahodu z Mrežnico in na vzhodu z Banijo. Njeno ozemlje je bilo v predmestju Karlovca (naselje Turanj). Štel je okoli 40.000 prebivalcev. Med njimi so bili številni srbski begunci, ki so bili pregnani iz Karlovca. 
Lika je obsegala večji del Like - njen vzhodni in južni del. Na jugu je mejila z Dalmacijo, na severu s Kordunom, na zahodu z Otočcem in Gospićem (pod hrvaško kontrolo) in na vzhodu z BiH. Imela je mesta, kot so Plaški, Plitvice, Korenica, Lički Osik (Teslingrad), Donji Lapac, Srb in Gračac. Štela je okoli 40.000 prebivalcev. Med njimi so bili številni srbski begunci, ki so bili pregnani iz Ogulina, Otočca in Gospića.
Severna Dalmacija je obsegala večji del severne Dalmacije. Na jugu je mejila z dalmatinsko Zagoro, na severu z Liko, na zahodu z obalnimi ozemlji Zadra in Šibenika in na vzhodu s planino Dinaro (meja z BiH). Obsegala je mesta Knin, Vrlika, Drniš, Kistanje, Obrovac in Benkovac. Štela je okoli 80.000 prebivalcev. Med njimi so bili številni srbski begunci, ki so bili pregnani iz Zadra in Šibenika.
Vzhodni del Krajine (manjši del) je obsegal Baranjo, mesto Vukovar in zahodni Srem. Na jugu in zahodu je mejil s hrvaško Slavonijo (Osijek, Vinkovci in Spačva), na severu z Madžarsko in na vzhodu z Donavo (meja s Srbijo). Zavzemal je mesta, kot so Vukovar, Beli Manastir, Tenja, Mirkovci in Ilok. Štel je okoli 100.000 prebivalcev. Med njimi so bili številni srbski begunci, ki so bili pregnani iz Osijeka in Vinkovcev. Ozemlje je bilo 3-4 kilometre od Osijeka (predmestje Tenja) in mejilo je na mestno ozemlje Vinkovcev (predmestje Mirkovci).   
Srbska republika Krajina je obstajala do avgusta 1995, ko sta hrvaška vojska in policija izvedli operacijo Nevihta ter tako osvobodili od srbske vojske zasedeno ozemlje, je bilo pregnanih okoli 200.000 Srbov. Vzhodni del Krajine (Baranja, mesto Vukovar in zahodni Srem) so se leta 1998 po sporazumu med hrvaško vlado in lokalnimi srbskimi oblastmi mirno reintegrirali v Hrvaško. 